# Ophiocolea comorensis
Ophiocolea comorensis là một loài thực vật có hoa trong họ Chùm ớt. Loài này được H.Perrier mô tả khoa học đầu tiên năm 1938.